# Futsal

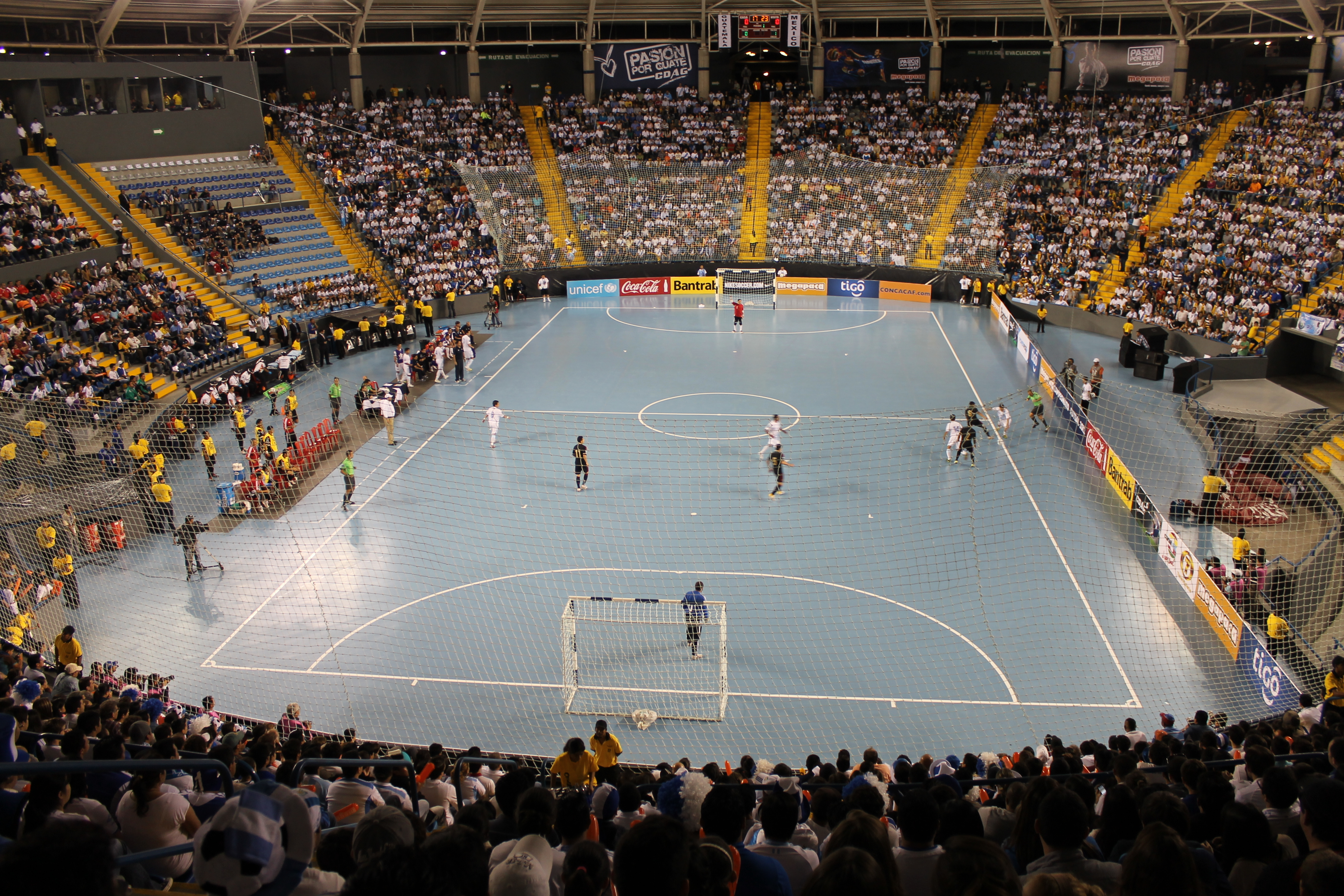
Futsal in Guatemala City (2011)

Futsal ist eine Hallensportart und seit 1989 die offizielle Hallenfußballvariante der FIFA.
Der Begriff Futsal ist eine Abkürzung der portugiesischen und spanischen Ausdrücke für Hallenfußball (futebol de salão bzw. fútbol sala). Futsal wird im 5 gegen 5 auf einem handballähnlichen Spielfeld mit einem sprungreduzierten Ball gespielt. Das Spiel wird nach den internationalen FIFA-Futsal-Spielregeln ausgetragen.

## Verbreitung
Futsal ist weltweit verbreitet und wird durch den Weltfußballverband FIFA und seine Mitgliedsverbände organisiert. Eine der bekanntesten Futsal-Ligen der Welt ist die spanische Primera División de Fútbol Sala des königlich-spanischen Fußballverbandes mit 16 professionellen Futsal-Mannschaften, darunter der FC Barcelona.
Auf Klubebene nehmen die besten Futsal-Mannschaften Europas bei der UEFA Futsal Champions League teil, die europäischen Nationalmannschaften messen sich unter anderem bei der FIFA Futsal-Weltmeisterschaft der Männer, der FIFA-Futsal-Weltmeisterschaft der Frauen, der UEFA Futsal-Europameisterschaft der Männer und der UEFA Futsal-Europameisterschaft der Frauen.
Zu den bekanntesten europäischen Sportvereinen, die eine Futsalabteilung führen, zählen Benfica Lissabon, FC Barcelona als auch Sporting Lissabon. Auch in Deutschland sind Futsalabteilungen in bekannten Sportvereinen verankert, wie Fortuna Düsseldorf, FC St. Pauli, FC Carl Zeiss Jena, Hamburger SV, Hannover 96, Karlsruher SC, SSV Jahn Regensburg, SV Darmstadt 98, TSV 1860 München, Preußen Münster und vielen weiteren.

## Geschichte
Die Ursprünge des Futsals gehen auf das Jahr 1930 und den uruguayischen Sportlehrer Juan Carlos Ceriani zurück. Ceriani hatte es sich zum Ziel gesetzt, eine altersgerechte Spielform des Fußballs für Kinder zu entwickeln und Kindern, denen keine Spielfelder im Freien zur Verfügung standen, das Fußballspielen auf Basketballfeldern zu ermöglichen. Diese kleineren Spielfelder waren die Lösung für das mangelnde Platzangebot. Ceriani zog die Rahmenbedingungen und Spielregeln anderer Mannschaftssportarten wie Basketball, Handball und Wasserball heran und passte die Größe des Spielfeldes, die Spieleranzahl, die Spieldauer und die Spielregeln für die neue Hallenfußballvariante an. In Uruguay, wo Fußball nach den Titelgewinnen bei den Olympischen Spielen 1928 und bei der Fußball-Weltmeisterschaft 1930 außerordentlich populär war, stieß die neue Fußballvariante auf Anhieb auf Begeisterung und breitete sich schnell in ganz Südamerika aus. Bereits 1942 hat der südamerikanische Sportlehrerbund den Futsal für den Schulsport empfohlen. 1952 wurde in São Paulo die erste offizielle Institution, die Liga „Futebol de Salão“, gegründet. In den darauffolgenden Jahrzehnten verbreitete sich der Futsal allmählich rund um den Globus als offizielle Hallenvariante des Fußballs, die durch die Übernahme bestimmter Elemente aus anderen Mannschaftssportarten einen eigenen Charakter besitzt.
Im Jahr 1989 wurde Futsal von der FIFA als offizielle, internationale Hallenfußballvariante aufgenommen. Die erste FIFA Futsal-Weltmeisterschaft wurde 1989 in den Niederlanden ausgetragen. Im Finale gewann Brasilien gegen Niederlande mit 2:1. Die erste UEFA Futsal EURO fand 1996 in Spanien statt. Im ersten Finale der Futsal-Europameisterschaft gewann Spanien gegen Russland mit 5:3. 2019 wurde die erste UEFA Women’s Futsal EURO in Portugal ausgetragen und im Jahr 2024 FIFA Futsal-Weltmeisterschaft der Frauen. Im europäischen Vereins-Futsal wird seit der Saison 2001/02 die UEFA Futsal Champions League von der UEFA ausgetragen. Außerdem beantragte die FIFA, Futsal und Beachsoccer angesichts ihrer weltweiten Popularität als eigene Fußballdisziplinen ins Programm der Olympischen Spiele aufzunehmen.

### Futsal im Fußball
Futsal weist naturgemäß ein hohes Maß an aktiver Teilnahme und motorischer Betätigung auf: Die Spieler sind ständig – direkt oder indirekt – ins Geschehen involviert und verbringen viel Zeit mit aktivem und intensivem Spielen. Der für die Halle sprungoptimierte Ball erleichtert das Erlernen der motorischen Grundhandlungen des Fußballspiels, weshalb sich Futsal auch für den Schulsport als Einstieg bestens eignet. Viele internationale Stars wie Pelé, Ronaldo, Cristiano Ronaldo, Messi, Xavi und Ronaldinho haben in ihrer Kindheit mit Futsal begonnen.
„Das zeichnet auch meinen Spielstil aus. Ich suche gerne das Eins-gegen-Eins, lege viel Wert auf eine gute Technik. Da kommt mir auch meine Zeit als Futsal-Spieler zugute. Denn in der Halle hast du genau diese Situationen. Du musst dich häufig aus Bedrängnis und engen Situationen lösen, die richtige Entscheidung treffen und sehen, wo die Mitspieler sind.“

- Elias Saad, FC St. Pauli
Bundesliga-Profi Elias Saad spielte lange Zeit für die Futsal Abteilung des Hamburger SV, damals bekannt als HSV-Panthers. Saad debütierte als damals jüngster Nationalspieler der Futsal-Nationalmannschaft.

## Die FIFA-Futsal-Spielregel

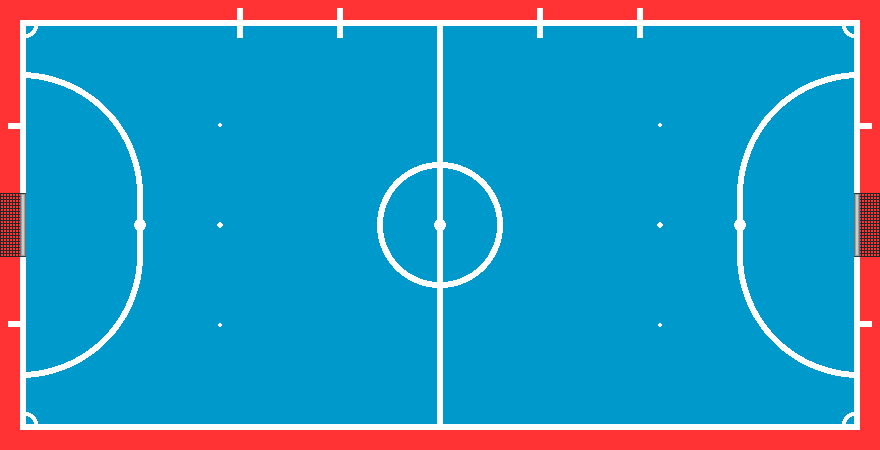
Futsal-Spielfeld

Die FIFA legt für den Futsal weltweit einheitliche Spielregeln fest, mit dem Ziel, dass in jedem Spiel in jeder Konföderation, jedem Land, jeder Stadt und jedem Dorf die gleichen Futsal-Spielregeln gelten. Wie beim Fußball dürfen die nationalen Fußballverbände, die Konföderationen und die FIFA bei ihren Futsal-Wettbewerben Änderungen vornehmen um auf die spezifischen Bedürfnisse beispielsweise im Jugend- oder Altherren-Bereich einzugehen.
Im Futsal hat das Spielfeld die gleiche Größe wie ein Handballfeld und ist durch Linien begrenzt. Es wird generell mit fünf Spielern, von denen einer der Torwart ist, auf Handballtore mit einem sprungreduzierten Fußball gespielt. Der Ball hat einen Umfang von mindestens 62 und höchstens 64 cm (Fußball 68 bis 70 cm) und relativ wenig Druck (0,6 bis 0,9 bar Überdruck gegenüber 0,6 bis 1,1 bar beim Standard-Fußball der Größe 5). Zusätzlich gibt es die Vorgabe, dass der Ball beim Futsal bei einer Fallhöhe von 2 m nach dem ersten Aufprall nicht weniger als 50 und nicht mehr als 65 cm aufspringen darf. Das Spielfeld misst bei internationalen Wettkämpfen 38–42 m × 20–25 m.
Gewechselt werden darf unbegrenzt und fliegend innerhalb der mannschaftseigenen Wechselzone, der Einwurf ist durch den Einkick ersetzt, die Spielzeit beträgt zweimal 20 Minuten, reine Spielzeit.
Der Strafstoß wird aus sechs Metern Entfernung ausgeführt. Futsal ist keineswegs körperlos, wie es oft fälschlicherweise beschrieben wird. Der Körperkontakt in den Zweikämpfen ist ähnlich intensiv wie beim Fußball. Die Mannschaftsfouls werden (ähnlich wie beim Basketball) gezählt, wobei es ab dem fünften Mannschaftsfoul (je Halbzeit) für jedes weitere Foul einen direkten Freistoß ohne Mauer gibt, der auf den Zehn-Meter-Punkt verlegt werden darf. Nach einer roten Karte darf der betreffende Spieler nach Ablauf von zwei Minuten oder nachdem die gegnerische Mannschaft ein Tor erzielt hat durch einen anderen Spieler ersetzt werden.
Zudem gilt beim Futsal eine verschärfte Rückpass-Regel: Der Torwart darf den Ball nur einmal berühren und dabei höchstens vier Sekunden kontrollieren (dazu gehört auch der Abwurf). Danach darf er den Ball erst wieder berühren, wenn zwischenzeitlich ein Gegner Ballkontakt hatte, oder wenn der Torwart sich in der gegnerischen Hälfte befindet. Der Torwart kann ähnlich wie beim Handball durch einen weiteren Feldspieler ersetzt werden. Die Rückpass-Regel ist dabei aber weiterhin zu beachten. Jede Mannschaft kann einmal pro Halbzeit eine Auszeit von einer Minute erhalten, sofern sie bei der folgenden Spielfortsetzung im Ballbesitz ist.
Um Unsportlichkeiten wie Zeitspiel zu vermeiden, gibt es die „Vier-Sekunden-Regel“, dies sorgt außerdem für Dynamik und mehr Aktionen auf dem Feld. Für ruhende Bälle (sowie Kontrolle des Balles durch den Torwart mittels Hand oder Fuß in der eigenen Spielfeldhälfte) stehen jeweils nur vier Sekunden zur Ausführung zur Verfügung. Wird die zulässige Zeit überschritten, wechselt der Ballbesitz zur gegnerischen Mannschaft. Die Zeit wird vom Schiedsrichter angezeigt, der den Ablauf der vier Sekunden deutlich mit den Fingern mitzählt.

### Rahmenbedingungen des Futsalspiels
- Das Spielfeld misst bei internationalen Wettkämpfen 38–42 m × 20–25 m und ist durch zwei Seiten- und zwei Grundlinien begrenzt.
- Die Tore haben die Größe 3 × 2 m.
- Gespielt wird mit dem sprungreduzierten Futsalball der Größe 4 mit einem Gewicht von 410–440 g.
- Das Spiel wird im 5 gegen 5 ausgetragen (4 Feldspieler und 1 Torspieler pro Team).
- Bei internationalen Wettkämpfen können bis zu 9 Auswechselspieler gemeldet werden.
- Internationale Wettkämpfe werden von 3 Schiedsrichtern und 1 Zeitnehmer geleitet.
- Die Netto-Spielzeit beträgt 2× 20 Minuten. Befindet sich der Ball im Aus oder ist das Spiel unterbrochen, wird die Spielzeit bis zur Wiederaufnahme des Spiels angehalten.

### Die wichtigsten Spielregeln des Futsalspiels
- Time Out: Pro Halbzeit kann jedes Team ein Time-Out nehmen. Das Time-Out dauert 60 Sekunden.
- Auswechslung: Die Spieler dürfen fliegend ein- und ausgewechselt werden.
- Foulspiel: Die erfolgten Fouls eines Teams werden pro Halbzeit zusammengezählt (kumulierte Teamfouls).
- 10-Meter-Freistoß: Nach dem fünften kumulierten Teamfoul erhält die gegnerische Mannschaft nach jedem weiteren Foul einen 10-Meter-Freistoß ohne Mauer vom 10-Meter-Punkt.
- 6-Meter-Strafstoß: Nach einem Foul im 6-Meter-Raum gibt es einen Strafstoß vom 6-Meter-Punkt.
- Platzverweis: Erhält ein Spieler eines Teams einen Platzverweis, spielt sein Team für 2 Minuten solange in Unterzahl, bis ein Gegentor fällt.
- Spieleröffnung bei Seitenaus und Ecken: Der Ball wird nach dem Seitenaus und bei Ecken mit einem Einkick ins Spiel gebracht. Die Verteidiger halten dabei einen Abstand von 5 Meter zum Ball.
- Spieleröffnung für Torspieler: Der Ball muss mit der Hand im 6-Meter-Raum innerhalb von 4 Sekunden ins Spiel gebracht werden (Abwurf statt Abstoß).
- Regel für Torspieler in der eigenen Hälfte: Der Torspieler darf in der eigenen Hälfte nur einmal in Ballbesitz für 4 Sekunden sein.
- Regel für Torspieler in der gegnerischen Hälfte: Der Torspieler darf in der gegnerischen Hälfte unbegrenzt und ohne Zeitbegrenzung in Ballbesitz sein (Flying Goalkeeper).
- Standardsituationen: Abwürfe, Freistöße, Ecken und Einkicks müssen nach Freigabe des Balles innerhalb von 4 Sekunden ins Spiel gebracht werden.
- Steht es in der KO-Phase nach 2 × 20 Minuten unentschieden, so wird eine 2 × 5-minütige Verlängerung gespielt.

## Schiedsrichter
Geleitet werden Futsal-Spiele oder auch Turniere von 2 bis 4 Schiedsrichtern, dem Ersten, Zweiten, Dritten und Vierten Schiedsrichter.
Der Erste Schiedsrichter befindet sich während des Spiels an der Seitenlinie des Feldes auf der Seite der Spiel- oder Turnierleitung. Seine Aufgabe ist, den Futsalregeln Geltung zu verschaffen, Spielfortsetzungen anzuzeigen und Disziplinarstrafen zu verhängen. Bei Fehlentscheidungen des Zweiten Schiedsrichters kann er diesen überstimmen.
Der Zweite Schiedsrichter befindet sich während des Spiels an der Seitenlinie gegenüber dem Ersten Schiedsrichter. Seine Aufgabe ist, ebenso wie der Erste Schiedsrichter den Futsalregeln Geltung zu verschaffen, Spielfortsetzungen anzuzeigen und Disziplinarstrafen zu verhängen.
Grundsätzlich werden Signale, welche einer der beiden ersten Schiedsrichter anzeigt, vom anderen der beiden übernommen. Das soll den Spielern dazu dienen, sich nicht auf nur einen Schiedsrichter konzentrieren zu müssen. Während des Spiels steht einer der beiden ersten Schiedsrichter grundsätzlich hinter dem Spielgeschehen, der Andere davor, so dass sich das Spielgeschehen immer zwischen den beiden abspielt. Die Positionen vor oder hinter dem Spielgeschehen wechseln im Spiel durch Einkick, Eckstoß oder Abwurf. Das macht das Spiel auch für die Schiedsrichter schneller und dynamischer.
Der Dritte Schiedsrichter befindet sich auf der Seite der Spiel- oder Turnierleitung zwischen den beiden Wechselzonen der Mannschaften. Seine Aufgabe ist, die Auswechselbänke zu beaufsichtigen und den korrekten Ablauf von Wechselvorgängen sicherzustellen.
Der Vierte Schiedsrichter befindet sich unmittelbar bei der Spiel- oder Turnierleitung. Er übernimmt die Aufgabe der Zeitnahme und zählt kumulierte Fouls. Er kann auch von der Turnier- oder Spielleitung ersetzt werden.

## Internationale Futsal-Meisterschaften der FIFA und der Kontinentalverbände

### Für Nationalmannschaften der Männer

#### FIFA
- FIFA Futsal-Weltmeisterschaft

#### Interkontinental
- Futsal Finalissima (UEFA/CONMEBOL)

#### Konföderationen
- AFC Futsal-Asienmeisterschaft
- CAF Futsal-Afrikameisterschaft
- CONCACAF Futsal-Meisterschaft (Meisterschaft von Nord-, Mittelamerika und der Karibik)
- CONMEBOL Futsal-Südamerikameisterschaft
- CONMEBOL Campeonato Sudamericano Sub-20 de Futsal – U20-Südamerikameisterschaft
- OFC Futsal-Ozeanienmeisterschaft
- UEFA Futsal-Europameisterschaft
- UEFA U19 Futsal-Europameisterschaft

#### Privat
- Grand Prix de Futsal

### Für Nationalmannschaften der Frauen

#### FIFA
- FIFA Futsal-Weltmeisterschaft der Frauen

#### Konföderationen
- AFC Futsal-Asienmeisterschaft der Frauen
- CAF Futsal-Afrikameisterschaft der Frauen
- CONCACAF Futsal-Meisterschaft der Frauen (Meisterschaft von Nord-, Mittelamerika und der Karibik)
- CONMEBOL Futsal-Südamerikameisterschaft der Frauen
- CONMEBOL Campeonato Sudamericano Sub-20 Femenino de Futsal – U20-Südamerikameisterschaft der Frauen
- OFC Futsal-Ozeanienmeisterschaft der Frauen
- UEFA Futsal-Europameisterschaft der Frauen

### Für Klubmannschaften der Männer
- Futsal-Weltpokal – Vereinsmannschaften
- AFC Futsal Club Championship – Asienpokal für Vereinsmannschaften
- CONMEBOL Copa Libertadores Futsal – Südamerikapokal für Vereinsmannschaften
- UEFA Futsal Champions League – Europapokal für Vereinsmannschaften

### Für Klubmannschaften der Frauen
- CONMEBOL Copa Libertadores Futsal de Femenina – Südamerikapokal für Vereinsmannschaften

## Futsal in Deutschland
In Deutschland ist Futsal eine seit 2003 wachsende Hallensportart. Eine der ersten Futsal-Veranstaltungen in Deutschland war der Futcon-Springtime-Cup, der dreimal von 2003 bis 2005 ausgetragen wurde. Einmal konnte der UFC Münster gewinnen, zweimal schaffte das der 1. MSC Strandkaiser Krefeld. Futsal ist seit 2013 Teil des Masterplan Amateurfußball des DFB, der beim 2. Amateurfußball-Kongress 2012 als gemeinsamer und verbindlicher Maßnahmenkatalog zwischen dem DFB und den Landesverbänden vorgestellt wurde. Der Masterplan sieht unter anderem die bundesweite Verankerung des Futsal vor. Nachdem die FIFA-Futsal-Regeln in der Hallensaison 2014/2015 bereits für die von den Landes- und Regionalverbänden ausgetragenen Hallenturniere und -ligen im Juniorenbereich zum Einsatz gekommen waren, wurde zur Saison 2015/2016 auch im Seniorenbereich umgestellt. In der Futsal-Ordnung des DFB heißt es in der Präambel dazu:

„Auf seinem Bundestag 2013 hat der DFB beschlossen, dass alle Verbandswettbewerbe in der Halle von der Kreis- bis zur DFB-Ebene nach den offiziellen Futsal-Regeln der FIFA gespielt werden. Dadurch soll der Futsal nachdrücklich gefördert und als fester Bestandteil des Wettspielangebots der Verbände verankert werden.“

### Futsal-Bundesliga
Im April 2006 fand zum ersten Mal der DFB-Futsal-Cup statt. Erster Sieger des DFB-Futsal-Cups wurde der UFC Münster, der die SVG Göttingen 07 mit 3:1 nach Sechsmeterschießen besiegte. Ab der Saison 2015/2016 bis zur Saison 2020/2021 wurde eine offizielle deutsche Futsal-Meisterschaft ausgespielt. Seit der Saison 2021/22 veranstaltet der DFB die Futsal-Bundesliga mit zehn Mannschaften.
Rekordmeister der deutschen Futsal-Meisterschaft sind die HSV-Panthers (seit 2017 zugehörig zur Futsalabteilung des Hamburger SV) mit vier Titeln. Jeweils zweimal erfolgreich war der UFC Münster, TSV Weilimdorf, VFL 05 Hohenstein-Ernstthal und SD Croatia Berlin.

### Deutsche Futsalnationalmannschaft
Eine offizielle Futsalnationalmannschaft wurde durch den DFB in Deutschland erst Anfang 2016 gegründet. Zuvor spielten zwischen 2010 und 2012 jeweils im Rahmen des DFB-Futsal-Cups Auswahlmannschaften unter dem Namen DFB All-Stars gegen andere Futsalnationalmannschaften. 2010 verlor man gegen Polen 0:4, 2011 unterlag man gegen Kroatien 1:11 und 2012 erreichte man ein 4:4-Unentschieden gegen Dänemark. Im März 2015 führte der DFB erste Sichtungslehrgänge zur Bildung einer Nationalmannschaft in Kamen-Kaiserau und Grünberg durch. Am 4. Dezember 2015 gab der DFB die Gründung einer DFB-Futsal-Nationalmannschaft bekannt und erklärte, dass diese bereits an der Qualifikation zur Futsal EM 2018 teilnimmt. Der Kader wurde in verschiedenen Sichtungslehrgängen zusammengestellt. Nach dem abschließenden Lehrgang vom 13. bis 15. März 2016 in der Sportschule Hennef wurde im April 2016 der erste Kader der deutschen Futsalnationalmannschaft benannt, mit dem am 30. Oktober und 1. November 2016 die ersten Länderspiele bestritten wurden. Die englische Futsalnationalmannschaft wurde mit 5:3 besiegt. Der 16-köpfige Kader nahm im April 2016 an einem Gemeinschaftslehrgang mit Georgien in Tiflis teil. Die beiden Trainingsspiele während des Trainingslagers konnte Georgien mit 5:0 und 4:0 gewinnen. Die EM-Endrunde fand ohne deutsche Beteiligung 2018 in Ljubljana (Slowenien) statt.

### Landesauswahlturnier
Vom 23. bis zum 26. Januar 2014 wurde das erste, deutschlandweite Futsal-Landesauswahlturnier in der Sportschule Wedau (Duisburg) ausgerichtet. Erstmals stellten alle 21 Fußballverbände eine Futsal-Auswahl, wodurch das Turnier erstmals einen Gesamtüberblick über die deutsche Futsal-Landschaft ermöglichte. Sieger wurde Hamburg, vor Schleswig-Holstein und Württemberg. Das zweite Landesauswahlturnier vom 15. bis 18. Januar 2015 in Duisburg gewann ebenfalls Hamburg. Die dritte Austragung dieses Turniers fand vom 15. bis 17. Januar 2016 abermals in Duisburg statt. Den Titel holte sich diesmal Sachsen. Seit der Einführung der Futsal-U19-Stützpunkte des DFB nehmen diese anstatt der Landesauswahlen am Landesauswahlturnier teil. Der Sichtungsschwerpunkt hat sich von der Futsal-Nationalmannschaft auf die U19-Nationalmannschaft verlagert. Zudem wurde durch den DFB im Jahr 2022 für Frauen ein Landesauswahlturnier ins Leben gerufen um einen Perspektivkader für die Frauen Futsal-Nationalmannschaft aufzubauen.

### Deutsche Futsal-Meisterschaft der Frauen, Junioren und Juniorinnen
Seit 2007 richtet der DFB für Junioren eine deutschlandweite Futsal-Meisterschaft aus. Wodurch sich der Futsal im Winter flächendeckend verbreitet hat. In jedem Landesverband finden Landesmeisterschaften statt, an welchem die jeweiligen Kreismeister teilnehmen. Die Landesmeister können sich über die Meisterschaften der Regionalverbände zur Deutschen Meisterschaft qualifizieren, welche seit 2023 in Duisburg stattfindet. Zuvor fanden die Meisterschaften der Junioren in Gevelsberg statt.
Seit 2017 finden zudem auch für die Juniorinnen durch den DFB ausgetragene Meisterschaften statt. Im Jahr 2023 fand dann die erste Deutsche Futsal-Meisterschaft der Frauen statt. Die Qualifikation lief wie bei den Junioren über die Kreis-, Landes- und Regionalverbandsebene im Turnierformat.

## Futsal in Österreich
In Österreich gewinnt Futsal zunehmend an Bekanntheit. In den vergangenen Jahren wurde der österreichische Meister zunächst anhand einzelner Turniere ausgespielt. Später gab es regionale Ausscheidungen, ebenfalls mit einem Abschlussturnier. Seit der Saison 2006/07 gibt es eine österreichische Futsal-Bundesliga, die Murexin Bundesliga. Bis zur Saison 2016/17 wurde die Meisterschaftsspiele in Miniturnieren ausgetragen. Das bedeutet die einzelnen Meisterschaftsbegegnungen wurden an einen Spielort zusammengelegt, wodurch jedes Team pro Spieltag (zumeist) zwei Spiele absolvierte. Gespielt wurde in diesem Modus 2× 20 Minuten Brutto-Spielzeit und die letzten fünf Minuten als Netto-Spielzeit. Ab der Saison 2017/18 wurde in der 1. und 2. ÖFB Futsal Liga sowie der neu gegründeten KFV Futsal Liga auf Einzelspiele mit der international üblichen Spielzeit von 2× 20 Minuten Netto-Spielzeit umgestellt.
Der österreichische Meister ist berechtigt, an der Qualifikation zum UEFA Futsal Cup teilzunehmen. Der österreichische Cupsieger (tipp3-Futsal Cup) spielt beim UEFA Recopa Cup. Der amtierende Meister ist Stella Rossa tipp3. Neben Meisterschaft und Cup gibt es noch den Futsal-Supercup (Meister gegen Cupsieger) und als Saisonabschluss den Futsal-Ligapokal (zw. Meister, Vizemeister, Cupsieger und Meister 2. ÖFB Futsal Liga). Jedoch ist derzeit lediglich die Meisterschaft ein offizieller Bewerb des ÖFB.
Österreichische Bundesliga-Futsalvereine 2025/26:
1. FC Ljuti Krajisnici (OÖ)
2. FC Diamant Linz (OÖ)
3. Futsal Klagenfurt (Kärnten)
4. Stella Rossa tipp3 (Wien)
5. PFC Liberta Legion (Wien)
6. Carinthia Flamengo Futsal Club (Kärnten)
7. SFK Libero Graz (Steiermark)
8. LPSV Kärnten (Kärnten)
9. AFC Graz (Steiermark)
10. 1. FSV Wels (OÖ)
11. FK Podrinje Graz (Steiermark)
12. Tango Futsal Club Vienna (Wien)

### Die österreichischen Futsal-Bewerbe im Überblick
| Saison   | ÖFB Futsal Bundesliga*              | ÖFB Futsal Cup*                     | Supercup                            | Ligapokal                                        |
| -------- | ----------------------------------- | ----------------------------------- | ----------------------------------- | ------------------------------------------------ |
| 2002/03  | Olida Ceramic Vienna                |                                     |                                     |                                                  |
| 2003/04  | FC Best Putz Linz                   |                                     |                                     |                                                  |
| 2004/05  | AKA St. Pölten U19                  |                                     |                                     |                                                  |
| 2005/06  | USC Eugendorf                       |                                     |                                     |                                                  |
| 2006/07* | Stella Rossa tipp3                  | 1. FC Murexin Allstars Wr. Neustadt | 1. FC Murexin Allstars Wr. Neustadt |                                                  |
| 2007/08  | 1. FSC Xion Graz                    | Stella Rossa tipp3                  | 1. FSC Xion Graz                    | Stella Rossa tipp3                               |
| 2008/09  | 1. FC Murexin Allstars Wr. Neustadt | Stella Rossa tipp3                  | 1. FC Murexin Allstars Wr. Neustadt | Stella Rossa tipp3                               |
| 2009/10  | Stella Rossa tipp3                  | Stella Rossa tipp3                  | Stella Rossa tipp3                  | Stella Rossa tipp3                               |
| 2010/11* | Stella Rossa tipp3                  | Stella Rossa tipp3                  | Stella Rossa tipp3                  | Stella Rossa tipp3                               |
| 2011/12  | 1. FC Murexin Allstars Wr. Neustadt | 1. FC Murexin Allstars Wr. Neustadt | Stella Rossa tipp3                  | Vienna Calcio                                    |
| 2012/13  | Stella Rossa tipp3                  | Stella Rossa tipp3                  | Cafe Hegelhof RB                    | Vienna Calcio                                    |
| 2013/14  | Futsal Schwaz                       | Stella Rossa tipp3                  | Futsal Schwaz                       | Stella Rossa tipp3                               |
| 2014/15  | Stella Rossa tipp3                  | SC Kaiserebersdorf-Srbija 08        | Stella Rossa tipp3                  | SC Kaiserebersdorf-Srbija 08                     |
| 2015/16  | SC Kaiserebersdorf-Srbija 08        | SC Kaiserebersdorf-Srbija 08        | SC Kaiserebersdorf-Srbija 08        | SC Kaiserebersdorf-Srbija 08                     |
| 2016/17  | FC Diamant Linz                     | Futsal Club Liberta Wien            | Stella Rossa tipp3                  | FC Liberta Wien (vormals Kaiserebersdorf-Srbija) |
| 2017/18* | 1. FC Murexin Allstars Wr. Neustadt | FC Diamant Linz                     |                                     |                                                  |
| 2018/19  | 1. FC Murexin Allstars Wr. Neustadt | 1. FC Murexin Allstars Wr. Neustadt | 1. FC Murexin Allstars Wr. Neustadt |                                                  |
| 2019/20  | 1. FC Murexin Allstars Wr. Neustadt |                                     |                                     |                                                  |
| 2020/21  | FC Diamant Linz                     | Stella Rossa tipp3                  |                                     |                                                  |
| 2021/22  | Fortuna Wr. Neustadt                | FC Diamant Linz                     |                                     |                                                  |
| 2022/23  | FC Diamant Linz                     | Stella Rossa                        |                                     |                                                  |
| 2023/24  | FC Diamant Linz                     | PFC Liberta Legion                  |                                     |                                                  |
| 2024/25  | FC Ljuti Krajisnici                 |                                     |                                     |                                                  |

- Ab 2006/07 wurde die Murexin Bundesliga als offizieller, bundesweiter Bewerb und ab der Saison 2010/11 unter der Schirmherrschaft des ÖFB ausgetragen. Der bis dahin als inoffizieller Bewerb ausgetragene Cup wurde 2018 erstmals durch den ÖFB als ÖFB Futsal Cup ausgetragen.

### ÖFB Futsal Challenge
Seit der Saison 2016 wird in Österreich erstmals nicht mehr nur über die Wintermonate Futsal gespielt. Der neue Bewerb des ÖFB soll der Vorreiter für eine Ganzjahresmeisterschaft als offizielle Staatsmeisterschaft darstellen. Im ersten Jahr (2016) wird lediglich bis Ende Mai gespielt. In der ÖFB Futsal Challenge sind nur Futsal-Stammvereinsspieler spielberechtigt und die Spielzeit beträgt 2× 20 Minuten netto in Form von Einzelspielen anstatt der Miniturnieren in der derzeitigen Meisterschaft.
Abschlusstabelle der ÖFB Futsal Challenge 2017:
1. Stella Rossa tipp3 (Wien)
2. 1. FC Futsal Innsbruck (Tirol)
3. Futsal Club Liberta Wien (Wien)
4. FUTSAL Klagenfurt (Kärnten)
5. SC Vienna Walzer (Wien)
6. 1. FC Allstars Wiener Neustadt (NÖ)

| Saison | ÖFB Futsal Challenge |
| ------ | -------------------- |
| 2016   | Stella Rossa tipp3   |
| 2017   | Stella Rossa tipp3   |

### ÖFB-Futsal-Nationalmannschaft
Am 13. April 2018 wurde nach einem einstimmigen Beschluss des ÖFB-Präsidiums beschlossen, ein Futsal-Nationalteam einzurichten.

## Futsal in der Schweiz
In der Schweiz wurde in der Saison 2006/07 erstmals eine offizielle Meisterschaft durchgeführt. Auch wenn Futsal eher eine Randsportart darstellt, erfreut sie sich steigender Beliebtheit.

## Futsal bei den Olympischen Spielen

### Olympische Jugendspiele / Youth Olympic Games (YOG)
Im Jahr 2016 haben der IOC und die FIFA gemeinsam entschieden, Futsal anstelle des Feldfußballs bei den Olympischen Jugendspielen 2018 in Buenos Aires, Argentinien einzuführen. Die teilnehmenden Spieler mussten zwischen dem 1. Januar 2000 und dem 31. Dezember 2003 geboren worden sein. Argentinien hatte als Gastgeber und austragende Nation das Recht, eine Mannschaft in einem Geschlecht ihrer Wahl direkt zu qualifizieren.
Die Startplätze wurden durch separate Qualifikationsturniere in den Kontinentalverbänden ausgetragen. Dabei erhielten AFC, CONCACAF, CONMEBOL und UEFA jeweils zwei Quotenplätze, CAF und OFC jeweils einen. Das Turnier der U19-Junioren gewann Brasilien im Finale gegen Russland mit 4:2. Das Turnier der U19-Juniorinnen gewann Portugal im Finale gegen Japan mit 4:1.
Auch bei den Olympischen Jugendspielen in Dakar 2026 steht Futsal wieder im Programm.

### Olympische Spiele
Die FIFA plant, die Aufnahme von Futsal in das olympische Sportprogramm offiziell beim Internationalen Olympischen Komitee (IOC) zu beantragen. Diese Entscheidung wurde während einer Sitzung des Exekutivrats der FIFA im Oktober 2024 in Zürich, Schweiz, getroffen. In einem aktuellen Strategiepapier betont die FIFA die weltweite Popularität von Futsal und unterstreicht die Bedeutung der Disziplin für das olympische Programm.

## Futsal bei den Special Olympics
Futsal wird auch seit 2019 bei den Special Olympics World Games für geistig und mehrfach behinderte Menschen angeboten. Bei den Veranstaltungen der Special Olympics ist Futsal eine der Sportarten, in denen Unified Sports® Wettbewerbe angeboten werden. Dies bedeutet, dass Menschen mit und ohne Behinderung in einem Team zusammen spielen. Anders als bei den Wettbewerben der FIFA, seiner Mitgliedsverbände und des IOC findet Futsal bei den Special Olympics nicht in der Halle statt, sondern auf Rasen.